# Благоево (област Разград)
 За другото българско село вижте Благоево (Област Велико Търново).  
Благо̀ево е село в Североизточна България. То се намира в община Разград, област Разград.

## География
Селото се намира на 14 км западно от областния град Разград. То е на пътя Разград-Попово и край него минава трасето на все още непостроената жп линия Разград-Попово. Селото е на границата между областите Разград и Търговище. Землището на село Благоево е 24 000 дка обработваема земя.

## История
При създаването си през 1805 година селото се е казвало Казъл Мурад и е създадено от бягащи от Дряновските колиби българи, подложени на терор, насилие и кражби от населените в този район черкези. Пръв пристига в този край рода на дядо Новак от колиби Радевци, придружен от четиримата си братя – Върбан, Петко, Стойчо и Цоньо. Скоро то привлича много заселници балканджии от Дряновско, Еленско и Търновско. С друга група идват дядо Рашко, Кольо Килифарски, Кольо Хамбарджията – основатели на известни днес родове в Благоево. Селото е създадено първоначално около извор, който по-късно е каптиран и е изградена селска чешма. В землището на селото се намират още няколко големи чешми, а около него все още са останали няколко горски масива. В местността „Габракя“ още се извисяват вековни дървета – габър. Будното свободолюбиво и трудолюбиво балканджийско население се отличава със своята любознателност и ученолюбие. Само десетина години след основаването на селото децата биват събирани в частни дюкянчета и заучават разни молитви и проповеди наизуст. Минават години и по-инициативни будни селяни като Кольо Манафа, поп Антон, Драган Дюкянджията и Руси Чорбаджията откриват през 1833 година начално училище, което дава знания необходими в живота. Пръв учител става Димитър Хаджистоянов. През 1859 година селяните със свои средства построяват едноетажна сграда с две класни стаи.
Село Благоево не остава настрани от революционния кипеж, обхванал страната. През 1867 година покрай Благоево минава четата на Панайот Хитов със знаменосец Васил Левски. През 1872 по поръчение на Левски, в този край идва Ангел Кънчев. Вечерта на път за Разград той остава в къщата на Стоян Сапунджията, където основава революционен комитет. Паметната 1876 година е осветена от последните искри на Априлския пожар – преминаването на четата на Таньо Стоянов. Родолюбивите чеда на село Благоево Георги Стоянов, Райчо Маринов и Петър Колев се сражават в редовете на българското опълчение. В хода на войната ценни сведения дава Станчо Белчев и други жители на селото, останали неизвестни.
По време на Руско-турската освободителна война селото е опожарено
След Освобождението от османска власт, на 28 януари 1878, селото е преименувано на Ново село, а през 1880 е наречено Батенберг.
При избухването на Балканската война в 1912 година четирима души от Батенберг са доброволци в Македоно-одринското опълчение.
На 31 декември 1947 година на голямо общоселско събрание тържествено се обявява новото име на селото – Благоево, което носи.
Селото е кръстено на Димитър Благоев, основател на Българската социалдемократическа партия, която е първата на Балканския полуостров. В центъра на селото има бюст-паметник на Благоев, който е съхранен.
През 1951 година селото е електрифицирано и радиофицирано. През 1981 година по покана
на тогавашния председател на ТКЗС, Кольо Славчев, в Благоево се заселват помаци от Родопския край, като пръв в селото е пристигнал Венелин Орцев със семейството си.

## Население
Численост на населението според преброяванията през годините:
| \| Година на преброяване \| Численост \| \| --------------------- \| --------- \| \| 1934 \| 2167 \| \| 1946 \| 1925 \| \| 1956 \| 1687 \| \| 1965 \| 1453 \| \| 1975 \| 1181 \| \| 1985 \| 785 \| \| 1992 \| 730 \| \| 2001 \| 657 \| \| 2011 \| 530 \| \| 2021 \| 517 \| |           |
| Година на преброяване | Численост |
| 1934 | 2167      |
| 1946 | 1925      |
| 1956 | 1687      |
| 1965 | 1453      |
| 1975 | 1181      |
| 1985 | 785       |
| 1992 | 730       |
| 2001 | 657       |
| 2011 | 530       |
| 2021 | 517       |

### Етнически състав
Преброяване на населението през 2011 г.
Численост и дял на етническите групи според преброяването на населението през 2011 г.:
|                     | Численост | Дял (в %) |
| Общо                | 530       | 100.00    |
| Българи             | 464       | 87.54     |
| Турци               | 56        | 10.56     |
| Цигани              | 3         | 0.56      |
| Други               |           |           |
| Не се самоопределят |           |           |
| Неотговорили        | 5         | 0.94      |

## Религии
Източно-православно християнство, Ислям.
В село Благоево единствената културна институция е местното читалище и библиотека, където се развива много богата и разнообразна дейност. Работи се както с младото, така и с по-зрялото поколение, което е като съкровищница на младите и подрастващите в село Благоево.

## Културни и природни забележителности
- В селото е създаден от родолюбиви селяни „Музей на селския бит“, подобен на Етъра, с богата етнографска сбирка битови предмети, занаятчийски и селскостопански инструменти.[6]

## Редовни събития
- Съборът на селото е на 27 октомври.

## Личности
- Христо Цанев Минев-Борина (29 януари 1882 – 19 ноември 1967) – роден в с. Благоево, Разградско, български поет и общественик, учителствал в Пловдив, работил в българската легация в Прага, един от учредителите на Съюза на българските писатели[7],[8]
- Малчо Георгиев Цанев – виден общественник и през 1899 – 1901 окръжен съветник. Активен член на Либералната партия на д-р Васил Радославов. Един от ктиторите на голямата каменна църква, построена с дарения от селото.
- о.з. майор Иванов – кмет на селото, допринесъл за развитието на селото.
- Георги Димитров Стоянов (1854 – 10 юли 1936) – опълченец, роден в с. Казъл Мурад (дн. Благоево), Разградско. Живее в Браила, Румъния (1868), където учи в местното българско училище. Участва като доброволец в Сръбско-турската война (1876) и в Руско-турската война (1877 – 1878) като опълченец в I опълченска дружина. След Освобождението живее в Попово. Старши стражар в Поповския и Разградски участък (2 г.), секретар на Поповското околийско управление (1880 – 1883), околийски началник в Нови пазар (1883 – 1884), в Попово (1884, 1885 – 1888, 1894), в Преслав (1906 – 1908), касиер на Поповската земеделска каса (1890 – 1893), просбописец (1902, 1908). Народен представител в VII ОНС, избран от Поповска избирателна околия, но присъства само на първата сесия. Носител на руския орден „Св. Георги IV степен“ и др. отличия. Почетен гражданин на Габрово (1922). Умира в град Попово.
- поп Димитър Стефанов Бакалов от село Иванча, Поповско. Свещеник в с. Батенберг от 1918 година до смъртта си през 1948 година. Герой от Балканската и Първата световна война. Награден с три ордена за храброст. В Северна Добруджа има село кръстено на него – ефр. Бакалово.
- Ангел Тодоров – ботев четник. Убит е в местността „Мерова поляна“, близо до Елешнишкия манастир.
- Петър Попов, (1832 – 1894), първи кмет на Варна
- Димитър Георгиев Обрешков – 20 март 1858 – 12 юни 1936, Варна – полковник,[9] баща на Никола Обрешков.

От селото са излезли много професори, доктори, аптекари, офицери и други видни личности.

## Преживяно, видяно и чуто
| „ | Аз Радой Тодоров Козаров роден на 27 октомври /ст. ст. 1856 година/, в с. Къзълъ-Мурад / сега село Батемберг/, Разградска околия, от родители: Тодор Михайлов и Пена Радоева Козарева, първия умрял 1878 година, на 62-годишна възраст и втората на 1908 година, на 93-годишна възраст, братя ми и сестрите ми живеят: Дона, Михаил, Вела и Иван в с. Батемрег, Петко и Милка в село Ярдъм, а аз в гр. Попово, гдето се заселих на 1 януари 1883 година. Първоначалното си образование добих в родното си село, през 1871 година, постъпих ученик в Шуменската четвъртокласна гимназия, през 1873 година, свърших /3/ трети клас. През лятото на същата година започна да върлува холерата по населението на целия град и като видех един ден, че от къщата на съседа ни Ради Чуфаджията, аскера изнася /9/ девет трупа на умрели от холера, напуснах Гимназията и Шумен, нощно време избягах и докато слънцето достигне пладне отидох в родното си село гдето престоях около месец време. Баща ми ме заведе в Разград и остави слуга у манифактуриста дядо ?еци Йовчев, при когото учих заедно с други осем момчета калфи и чираци занаята шивачество до освобождението на България. През 1877 година, се започна освободителната Руско-турска война, руските войски достигнаха до с. Къзъл-Мурад, аз реших да мина турския кордон от голяма ордия и да отида при руските войски, това си решение съобщих на моя бивш учител Петко Вълнаров който беше член в турския Мезлиш в гр. Разград, той ме сърадва и ми поръча да кажа на Началника на руските войски, че сега в града всички фурни изваждат на ден по 96 000 хляба тайно за редовния аскер, а черкези, башибозуци и зебеци отделно ги хранят. Беше към края на месец юни, един ден реших, че ще се престоря на глухо-ням, ще премина турския кордон и тръгнах по пътя за селото Къзълъ-Мурад, бех облечен с турски гащи и аба, с пискюлия фес на главата; по пътя никакви пречки, ама като достигнах турския кордон в местността „Бозалъците“, близо до с. Къзълъ-Мурад, там аскера ме задържа и запитва за името ми и къде отивам, аз нали съм глух и ням, преструвам се че не зная какво ме питат, биха ме и отведоха при един турски офицер, казаха му че съм глух и ням, той ме запита къде отивам и като не получи отговор одари ми две плесници и каза на войниците си: пуснете го да върви, казаците са на отсрещния баир те ще го убият. Те ме заведоха до кордона двамина но ме удариха в гърба с прикладите на пушките си, теглиха ми по една псувня и ме освободиха. Слизам в местността …, поех пътя км селото, видях на върха човек на кон, казвам си той е казак, скрих феса в пазва и тичешком отивам при него, започнах да се кръстя и чета молитвата „Отче наш“. Конника беше с червени гащи, мондир от синьо сукно, с пушка, сабля и пика. Запита ма „Булгар?“ аз кимнах с глава потвърдително. Той ми посочи ловният стремен на седлото, улових се за него и тръгна галоп към село Казъл Мурад, гдето заварихме около 20 конника войници водени от басарабица Капитан Стефан Попов, той ме разпита подробно и заведоха при частта им до с. Кара Хасан кьой /сего Зараево/, ам ме разпитаха отново и още същата вечер двама войника през нощта ме закараха в Попкьой, при щаба на артилерийския генерал Баранов и на следната сутрин бидох наново разпитан и поставен под стража. На третия ден дойде опаченския поп Никола Писарев, удостовери самоличността ми и бидох освободен. След една седмица башибузуците и черкезите запалиха и унищожиха цялото село Къзъл Мурад, което броеше повече от 800 домакинства и изклаха приблизително около 300 души... | “ |

## Фотогалерия
- Сателитна снимка на селото
- Изглед от селото
- кметството
- Старата работилница
- Малчо Цанев, член на Либералната партия на Васил Радославов
- Георги Димитров Стоянов, опълченец от с. Благоево
- Седналият в средата на първия ред – опълченеца Георги Димитров Стоянов-1886 г.(като околийски началник в гр. Попово)
- „Музей на селския бит-1“
- „Музей на селския бит-2“
- „Музей на селския бит-3“
- „Музей на селския бит-4“
- „Музей на селския бит-5“
- Горуня
- свещеник сакеларий Стефан Недев Недев 31 декември 1841 – 20.03.1915
- свещеник Димитър Стефанов Бакалов – герой от две войни с три ордена за храброст, свещеник в Благоево от 10 февруари 1918 г.
- Паметникът на Д. Благоев
- Селската чешма
- Центърът на с. Благоево
- Църквата
- Сградата на кметството
- Шадраванът
- Изглед
- Изглед от главната улица

## Други
- В района на Сирикли гьол край село Благоево са набрани едни от първите стръкове блатно кокиче в България.